# Casa al carrer Colom, 5 (Cabanes)
Casa al carrer Colom, 5 és un habitatge del municipi de Cabanes (Alt Empordà) inclòs en l'Inventari del Patrimoni Arquitectònic de Catalunya.

## Descripció
Situada dins del nucli urbà de la població de Cabanes, a la banda de tramuntana del nucli antic, delimitada entre el carrer Colom i la plaça de l'Oli.
Edifici de planta rectangular amb jardí, format per dos cossos adossats, amb la coberta de teula de dues vessants i distribuït en planta baixa i pis. La construcció, tot i que completament rehabilitada, conserva un tram de l'antiga muralla que protegia la població de Cabanes. Es tracta d'un pany de la fortificació reformat, que amida uns tres metres d'alçada per tres de longitud i està ubicat a la cantonada nord-oest de la façana principal. Bastit amb còdols i pedra desbastada disposats formant filades regulars, amb algunes refeccions fetes de maó. Presenta tres espitlleres al mateix nivell, cada una bastida amb quatre pedres desbastades, tot i que han estat reformades. El tram està emmarcat amb pedres desbastades a les cantonades.

## Història
Segons la documentació consultada, amb motiu de la tercera guerra carlina l'any 1873, la vila de Cabanes es va fortificar mitjançant la prestació personal obligatòria dels veïns, a través d'un jornal de treball setmanal. S'optà per reparar el que quedava de l'antic recinte emmurallat d'època medieval i es procedí al tancament de patis, portes i finestres de les cases que formaven la línia exterior del nucli urbà. També es reforçaren els portals, s'armaren els veïns i es va muntar un servei de vigilància a la torre de l'església.
El pany de muralla integrat a l'habitatge del carrer Colom, tot i que probablement fou reformat a mitjans del segle xix, presenta una tipologia constructiva assimilable als models d'època baixmedieval.